# 아더와 미니모이 3: 두 세계의 전쟁
《아더와 미니모이 3: 두 세계의 전쟁》(프랑스어: Arthur 3: La Guerre des deux mondes)는 2010년 공개된 프랑스의 애니메이션 영화이다. 실사와 3D 애니메이션으로 구성된 판타지 영화로, 《아더와 미니모이 2: 셀레니아 공주 구출 작전》의 속편이다. 또한, 《아더와 미니모이》 시리즈의 마지막 작품이기도 하다. 제36회 세자르 상 애니메이션 영화 부문에서 수상하였다.